# James Monaghan
James Edward Monaghan (20 de septiembre de 1921-julio de 2007). Fue un político australiano. Nacido en Sídney, asistió a escuelas católicas, y luego a la Universidad de Sídney. Fue funcionario público y abogado antes de ingresar a la política. En 1961, fue elegido como miembro de la Cámara de representantes de Australia como miembro laborista de Evans, derrotando al miembro liberal en funciones, Frederick Osborne. Ocupó el escaño hasta 1963, cuando fue derrotado por el liberal Dr Malcolm Mackay. Monaghan volvió a la abogacía después de dejar la política.